# Lioness Geyser
Lioness Geyser est un geyser de type « cône » situé dans le Upper Geyser Basin dans le parc national de Yellowstone aux États-Unis.
Il est situé dans le groupe Geyser Hill.
Lioness fait partie du Lion Group, un groupe de geysers partageant tous une connexion souterraine. Les autres geysers de ce groupe sont Lion Geyser, Big Cub Geyser et Little Cub Geyser.

## Éruptions
Lioness n'entre quasiment jamais en éruption. Sa dernière éruption connue était en 1971 (ou 1952 selon certaines sources). Les intervalles entre deux éruptions durant des décennies mais c'est toujours ainsi. Ses éruptions, quand elles se produisent, sont spectaculaires, atteignant une hauteur de 9 m et durant entre 1 et 7 minutes. De temps en temps, lui et Big Cub Geyser crachotent de l'eau mais cela ne conduit que rarement à une éruption.
On a remarqué (il est difficile d'être sûr avec un geyser entrant en éruption aussi peu que celui-ci) qu'il y a un échange de fonction entre Lion d'un côté et Big Cub et Lioness. En effet, on a pu observer que Big Cub et Lioness entrent en éruption plus fréquemment quand Lion est inactif. En revanche, comme Lion est actif la plupart du temps (actif depuis plus de cinquante ans), les éruptions de Lioness sont quasiment inexistantes et on suppose que cela continuera jusqu'à ce que Lion devienne inactif.